# Hawkshaw Hawkins
Hawkshaw Hawkins (Huntington, 1921. december 22. – Tennessee, 1963. március 5.) amerikai countryénekes, dalszerző.
Harold Franklin Hawkins az 1950-es évektől az 1960-as évek elejéig volt népszerű. Gazdag, lágy énekhangjáról, valamint bluesból, boogie-woogie-ból, honky tonkból származó zenéjéről volt ismert. Az 1,96 méter magas Hawkins impozáns színpadi megjelenése, és konzervatív öltözködése is igen megnyerő volt.

## Pályakép
A rádiókban indult pályafutása. 15 éves korában kezdett fellépni, amikor megnyert egy tehetségkutató versenyt egy helyi rádiónál. 1941-ben egy revüvel beutazta az Egyesült Államokat. A következő évben csatlakozott a katonasághoz, ahol a Fülöp-szigeteken állomásozott; Manilában a helyi hadsereg rádiójában énekelt. 1946-tól állandó szereplője lett a WWVA Jamboree-nak. Ekkor készültek első lemezei. 1953-ban az RCA Victor szerződtette. 1955-re a The Grand Ole Opry rendszeres tagja lett. Az 1950-es, -60-as években volt a csúcson, de meghalt abban a repülőgép-szerencsétlenségben, amelyben Cowboy Copas és Patsy Cline is. 
1963. március 3-án Cowboy Copas, Patsy Cline, Hawkshaw Hawkins egy jótékonysági koncerten együtt léptek fel a Kansas City-ben. A hazaúton lezuhant a repülőgépük. Senki nem élte túl a balesetet.

## Albumok
- 1951: Country Western Cavalcade
- 1958: Hawkshaw Hawkins, Vol. 1
- 1958: Sings Grand Ole Opry Favorites, Vol. 2
- 1959: Hawkshaw Hawkins
- 1959: Big Beat Jazz
- 1959: Sings Grand Ole Opry Favorites
- 1963: The All New Hawkshaw Hawkins
- 1963: Taken from Our Vaults, Vol. 1
- 1963: Taken from Our Vaults, Vol. 2
- 1963: The Great Hawkshaw Hawkins
- 1963: In Memory (with Cowboy Copas)
- 1963: Legend (with Cowboy Copas)
- 1964: Hawkshaw Hawkins Sings Hawkshaw Hawkins (RCA)
- 1964: Taken from Our Vaults, Vol. 3
- 1965: Gone, But Not Forgotten (with Patsy Cline And Cowboy Copas)
- 1965: The Country Gentleman (RCA)
- 1967: 24 Greatest Hits (with Cowboy Copas)
- 1968: His Everlasting Hits
- 1969: Lonesome 7-7203
- 1978: 16 Greatest Hits
- 1987: 22 Greatest Hits
- 1991: Hawk
- 2000: I’m a Rattlesnakin’ Daddy: The King Anthology, 1946–1963
- 2004: Best of the Best 1921-1963
- 2004: The Country Gentleman/Hawkshaw Hawkins Sings
- 2006: Radio Memories of the Late

## Filmek
- Hawkshaw Hawkins az IMDb-n